# Rhaetulus crenatus recticornis
Rhaetulus crenatus recticornis es una especie de coleóptero de la familia Lucanidae.

## Distribución geográfica
Habita en Japón.